# Costozza
Costozza è una frazione del comune italiano di Longare, in provincia di Vicenza.

## Geografia fisica
La collina retrostante all'abitato di Costozza è caratterizzata da una serie di grotte, in parte naturali e molte spesso allargate o modificate nei secoli prima per estrarvi la pietra e poi per utilizzarle come cantine e depositi, note come i covoli di Costozza.
Nella più grande di questa cavità, nota fin dal tempo dei romani ed utilizzata per l'estrazione della pietra, oggi si coltivano ancora i funghi di grotta del tipo Pioppini.
Fin dal Rinascimento alcune ville appartenenti ad importanti famiglie furono collegate alla collina da condotti - detti ventidotti - che convogliano l'aria fresca proveniente dall'interno delle grotte fino alle ville per rinfrescare gli ambienti in estate e intiepidirli d'inverno.

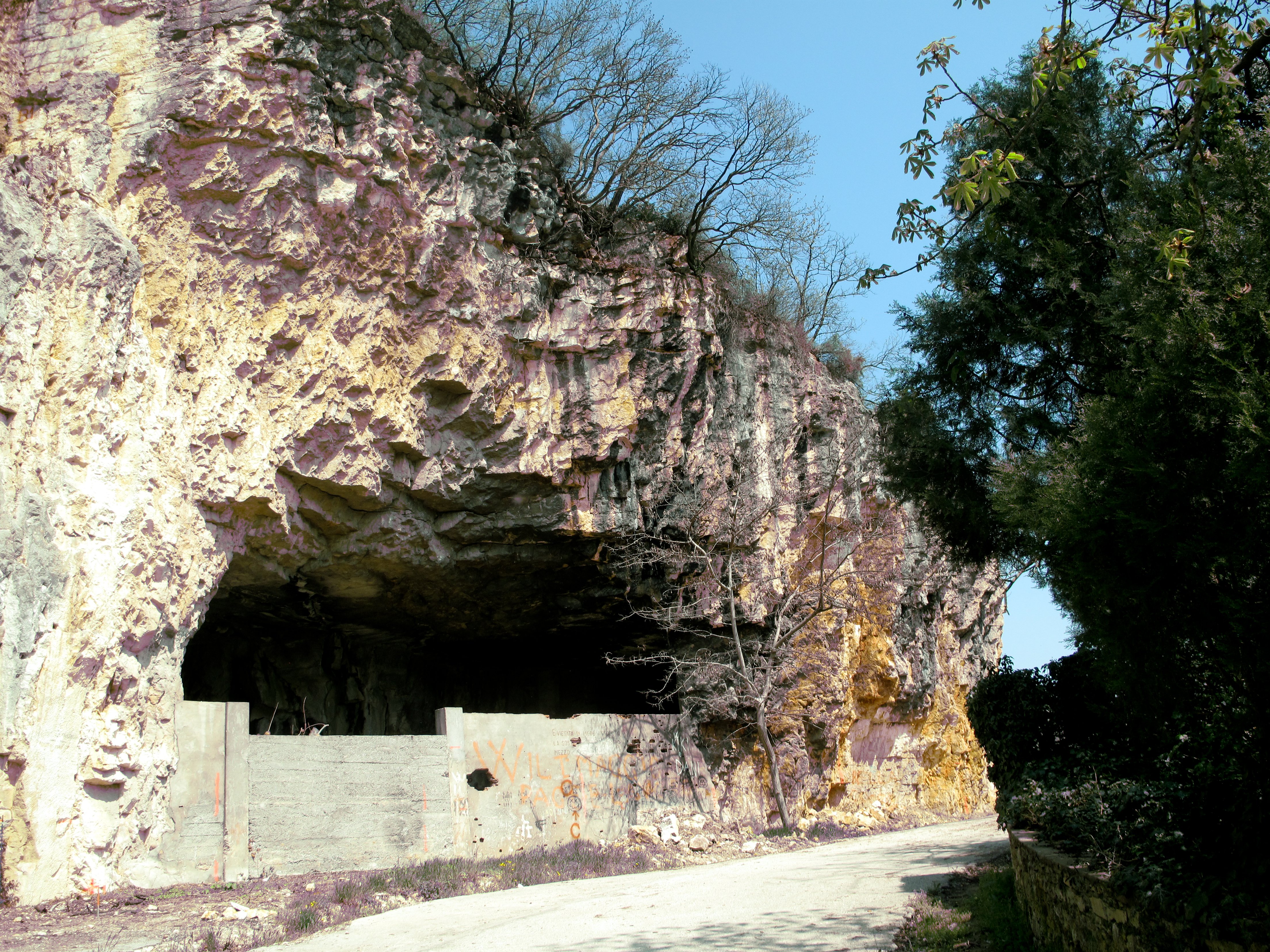
Ex cave di pietra tenera
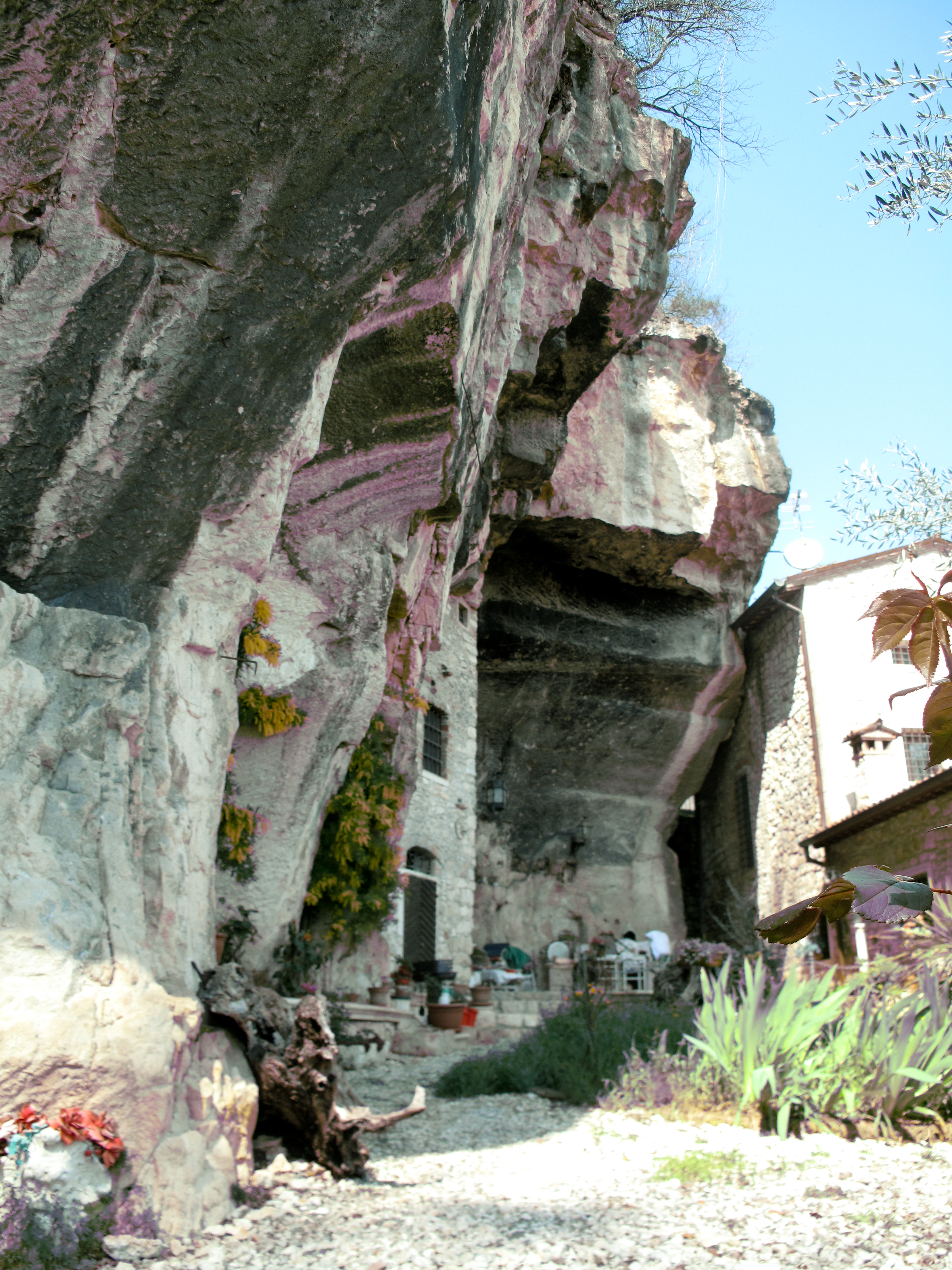
Ex grotte adibite ad uso abitativo
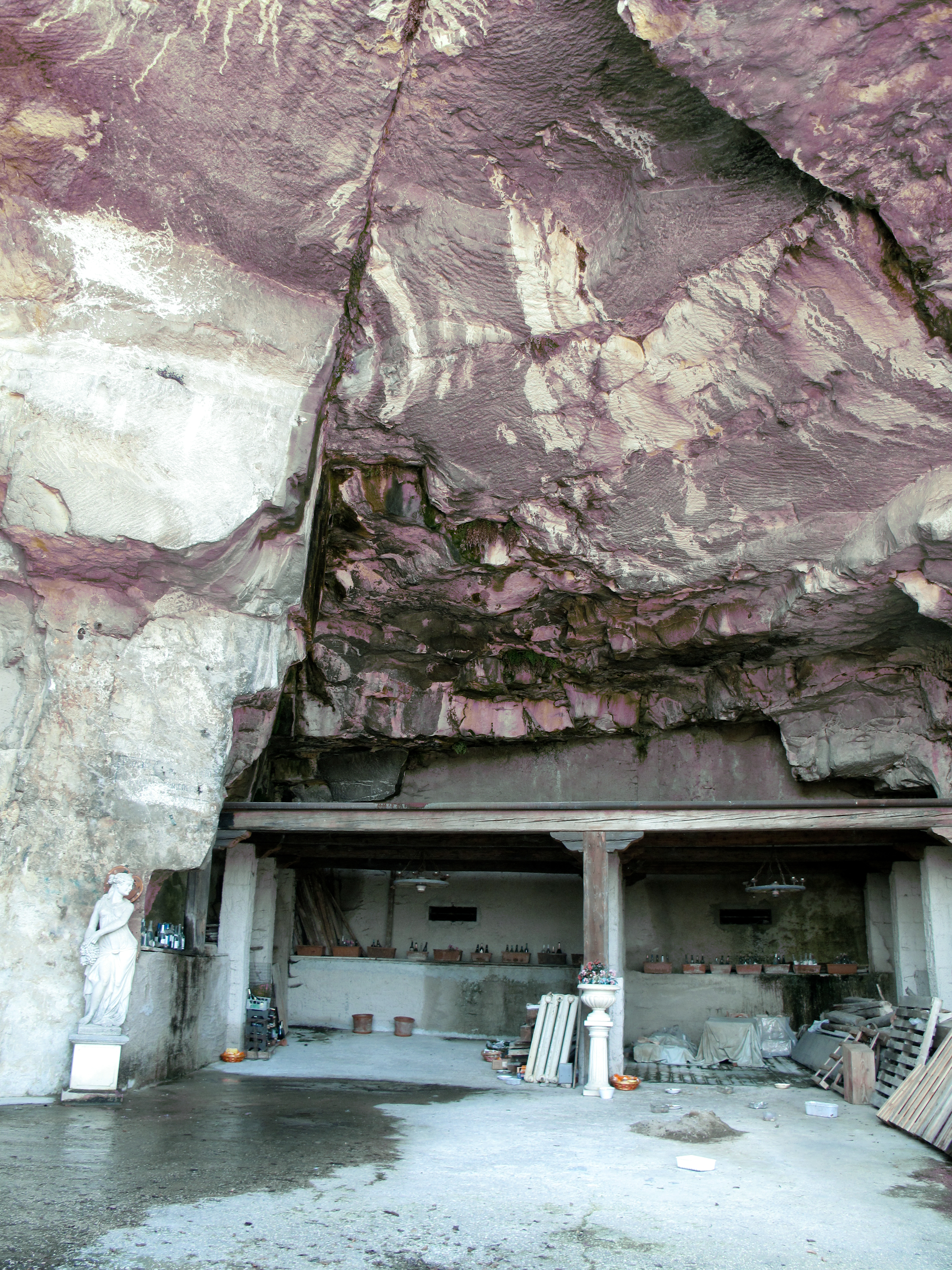
Ex grotte adibite a deposito

## Origini del nome
- L'etimologia del nome deriva dal latino Custodia, in quanto nelle sue grotte venivano inviati i prigionieri condannati a cavare la pietra "per evitare che marcissero nell'ozio".[3]
- Il nome divenne poi nel medioevo Costoggia, trasformatosi poi in Costoza, per italianizzarsi alla fine nell'attuale Costozza.

## Storia
Fin dall'epoca romana Costozza fu sede di cave per l'estrazione di pietra calcarea da taglio, la cosiddetta pietra di Costozza o Pietra di Vicenza. Queste cave, probabilmente a partire da un anfratto iniziale, furono poi scavate e ingrandite dall'attività estrattiva. Forse la modalità del loro sfruttamento fu analoga a quella delle latomie di Siracusa, dove i prigionieri venivano rinchiusi e costretti a scavare per estrarre la pietra, da cui il nome custodia. La pietra vicentina sarebbe stata utilizzata per costruire il Teatro Berga di Vicenza, oltre a numerosi altri edifici romani della stessa città e di Padova.
Nel diploma imperiale di Ottone III dell'anno 1000, tra i castelli vescovili viene nominato anche quello di Custodia; di esso, tuttavia, non fanno menzione i successivi documenti che riportano le investiture feudali del vescovo di Vicenza, per cui è probabile che sia stato smantellato assai presto durante gli scontri tra vicentini e padovani ai tempi della contesa per le acque del Bacchiglione. Nei pressi dell'antica chiesetta di Santa Sofia, la strada che porta a Lumignano passa tuttora sotto un basso arco, detto localmente il volto, che un tempo rappresentava l'ingresso al castello. Stante la denominazione, forse un altro castello era posto sul monte ancora detto "Castellone", ai confini con l'abitato di Longare.
Verso la metà del Trecento, durante la dominazione scaligera, tutto il territorio che ora fa parte del Comune di Longare fu soggetto, sotto l'aspetto amministrativo e fiscale, al Vicariato civile di Barbarano e tale rimase sino alla fine del XVIII secolo.

## Luoghi di interesse

### Architetture religiose

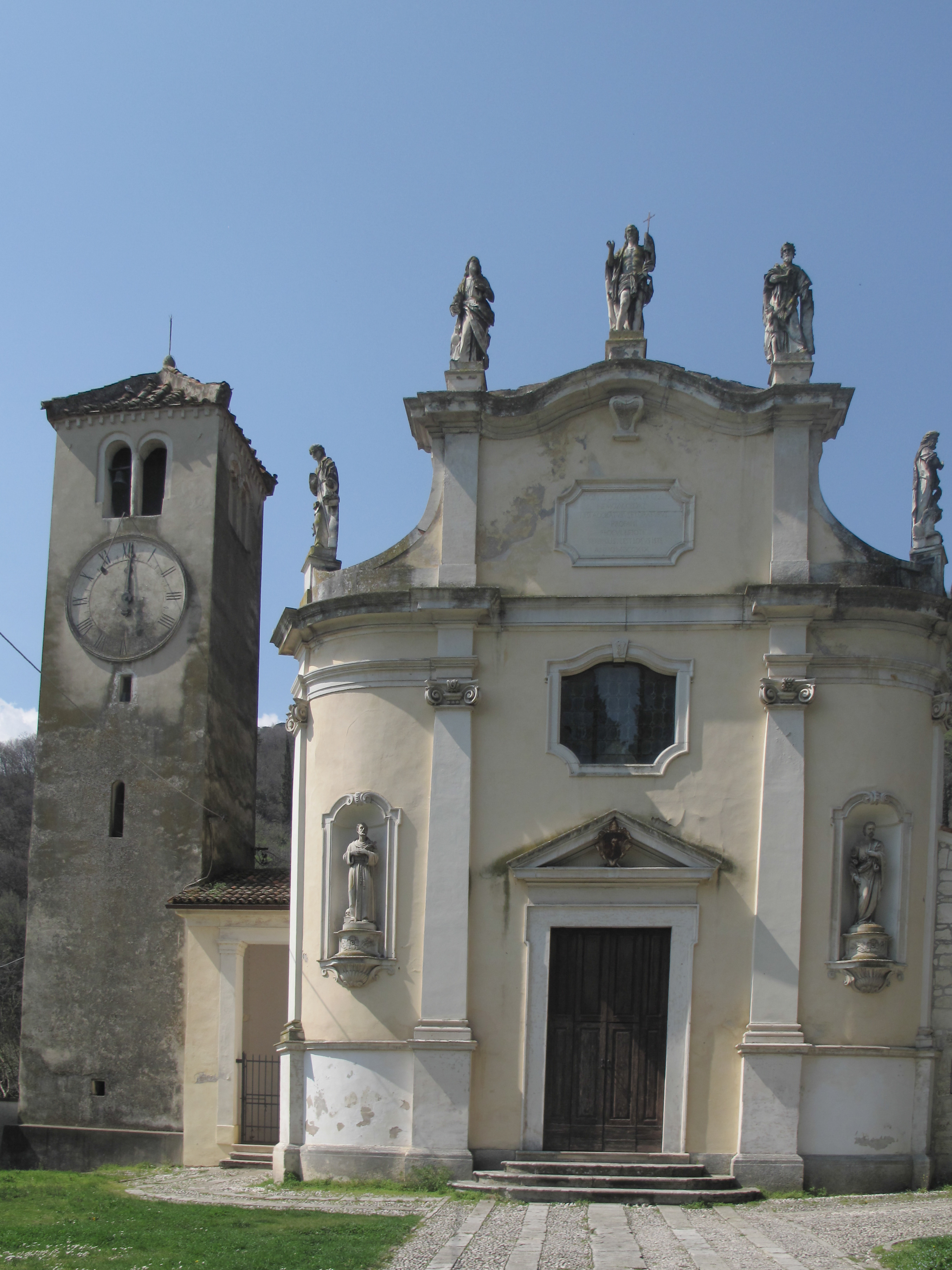
La facciata della Pieve ristrutturata da Francesco Muttoni

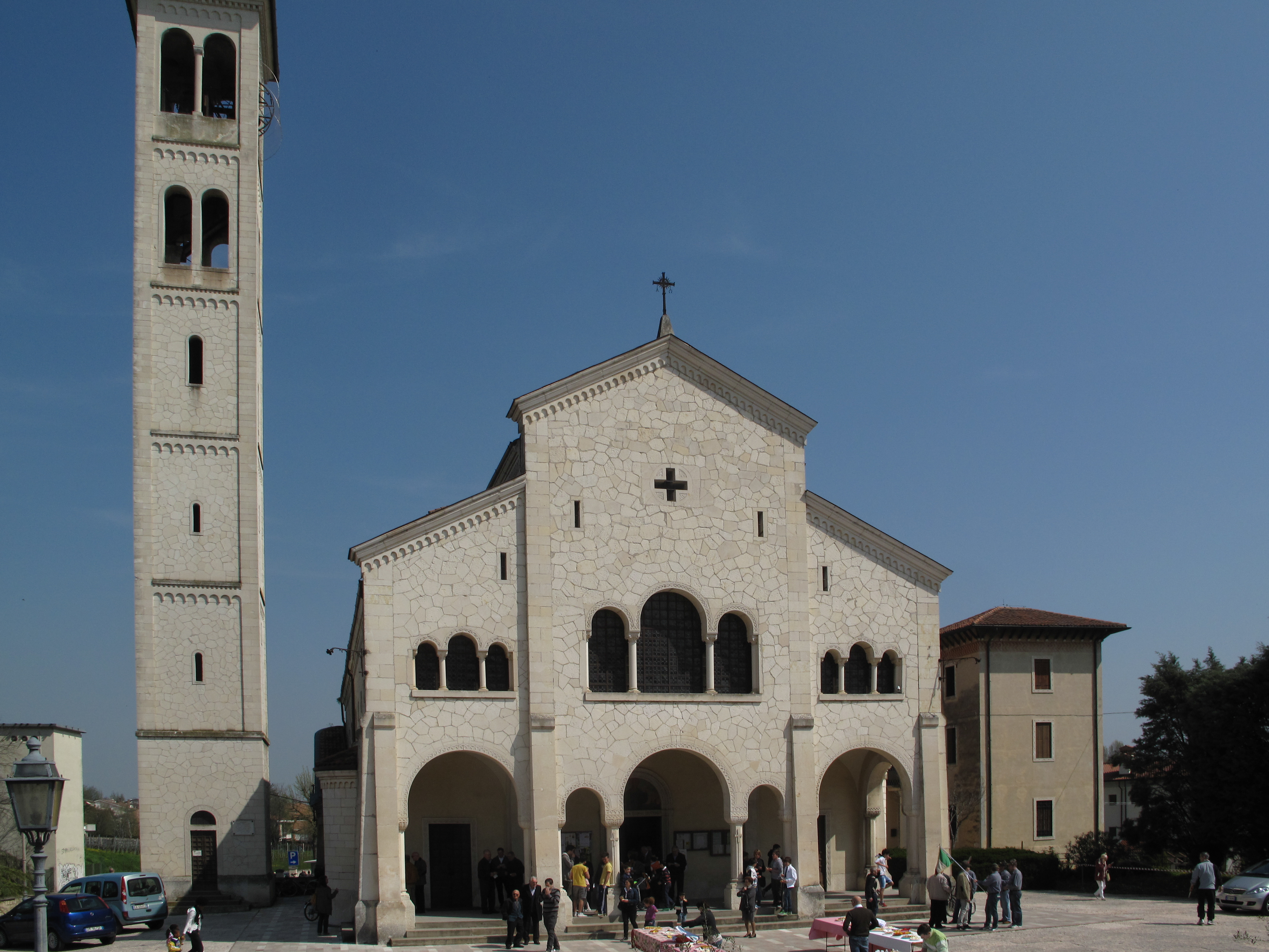
Nuova chiesa parrocchiale di Costozza

Pieve di San Mauro abate
Sul rilievo che domina Costozza esisteva una delle più antiche pievi benedettine del territorio vicentino. Venne riedificata sul finire del Seicento e ultimata nel secondo decennio del Settecento dall'architetto Francesco Muttoni. Sulla facciata esterna, il Cristo vessillifero tra i quattro evangelisti è opera dello scultore vicentino Giovanni Calvi. All'interno, ben conservato, interessante l'altar maggiore in pietra locale e marmi pregiati, che racchiude la grande pala raffigurante la Gloria di San Mauro Abate, opera del pittore vicentino Antonio De Pieri, detto "lo zoppo".
Nuova chiesa parrocchiale di San Mauro abate
Nel XX secolo, divenuta ormai insufficiente l'antica chiesa pievana per le ridotte dimensioni in relazione all'aumento della popolazione e nello stesso tempo per il non facile accesso per chi viveva in pianura, fu costruita una nuova chiesa - progettata dalla Scuola Superiore d'arte cristiana "Beato Angelico" di Milano - che assunse le funzioni parrocchiali.
Essa ricalca nel suo aspetto esterno la facciata della basilica milanese di Sant'Ambrogio, in stile romanico-lombardo. Venne ultimata nel 1925, ma i lavori al presbiterio terminarono nel 1938.
Ex chiesa di Santa Sofia
Edificio dalla struttura semplice in stile romanico, questa chiesa - ricordata in un documento feudale del 1236 - rimase aperta al culto fino a tutto il Settecento; in seguito fu trasformata in abitazione. La statua di santa Sofia, che in origine era sull'altare, è stata collocata sulla facciata esterna.
Oratorio di Sant'Antonio abate
L'oratorio, la cui costruzione risale al XIII secolo, anticamente apparteneva ai francescani di San Lorenzo di Vicenza. Accanto ad esso si trovava un piccolo convento, ora abitazione privata; attualmente appartiene alla famiglia Thiene.
Il complesso è collegato alla piazza del centro abitato da una scalinata scavata nella roccia che scende fino alla fontana. Ben conservato all'esterno, all'interno l'oratorio reca invece i segni dei numerosi restauri cui è stato sottoposto nel corso dei secoli. Ha un unico altare in pietra la cui pala, attribuita al pittore Giovanni Speranza, è di difficile lettura a causa di un pesante restauro. Interessante l'affresco della sacrestia che risale probabilmente al Quattrocento e una vetrata proveniente dalla chiesa di San Giovanni in Monte di Bologna datata 1467. Probabilmente appartiene al XVI secolo un altro affresco raffigurante san Valentino venerato da una fedele.

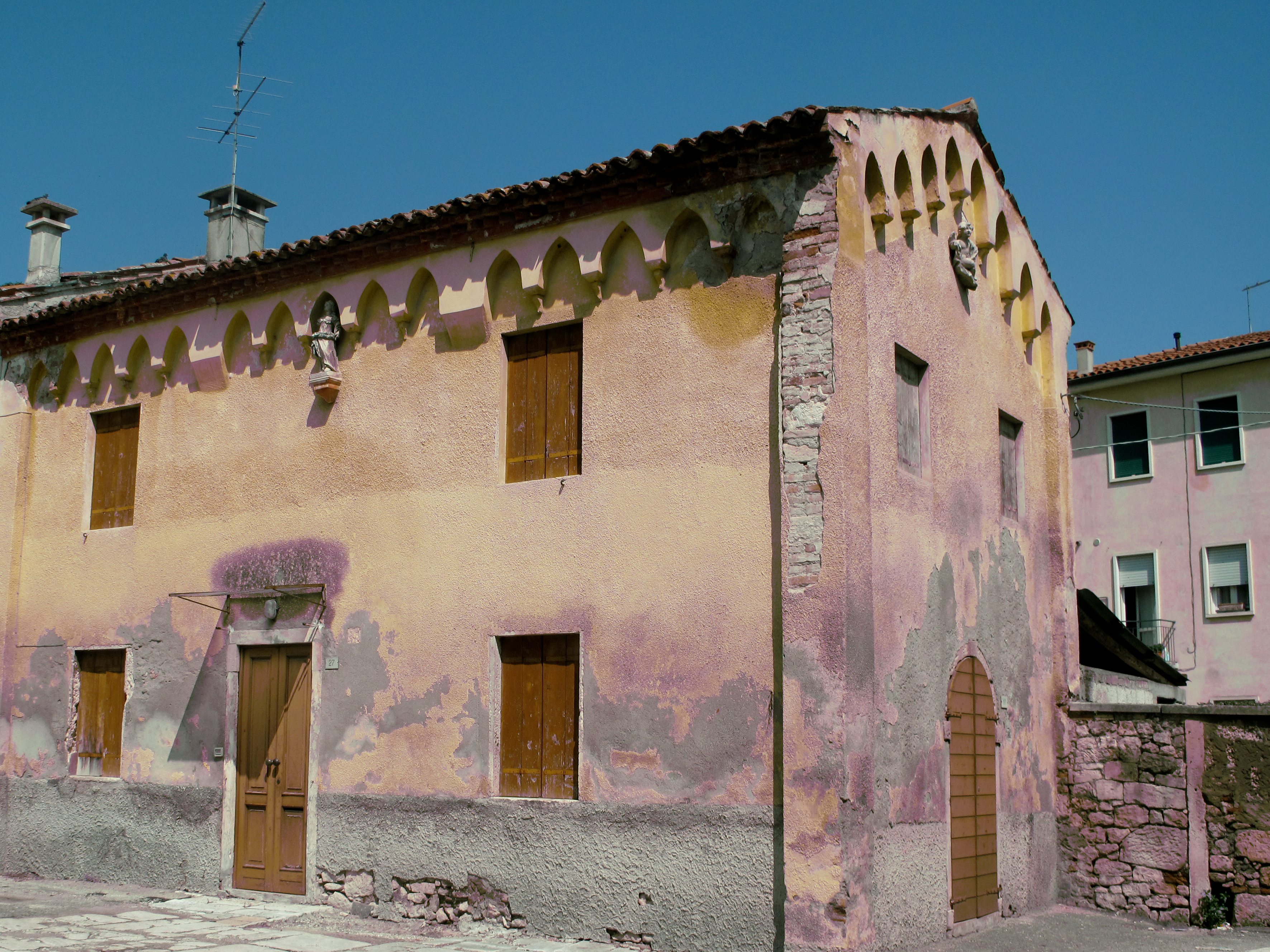
Ex Chiesa di Santa Sofia
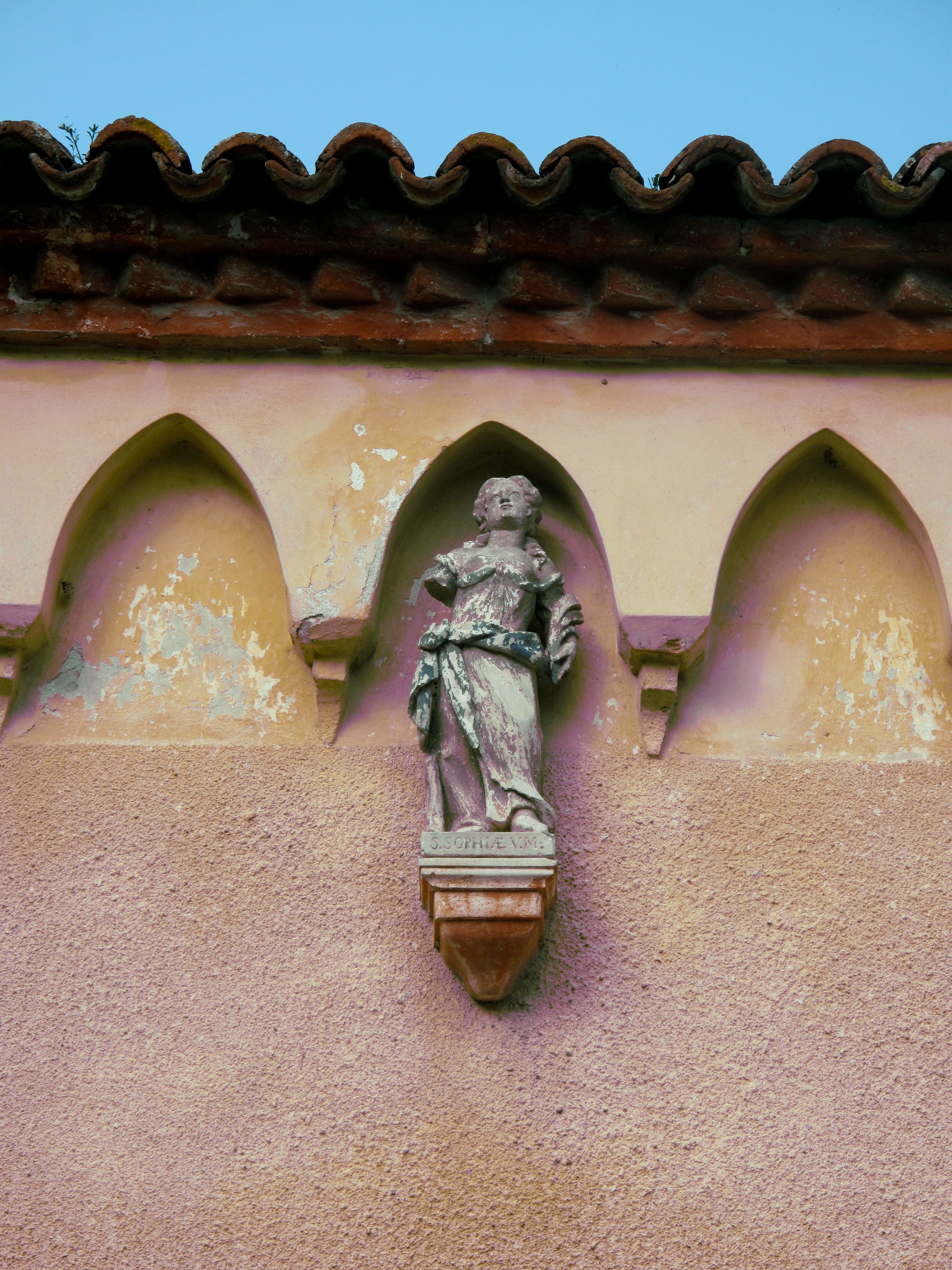
La statua di Santa Sofia
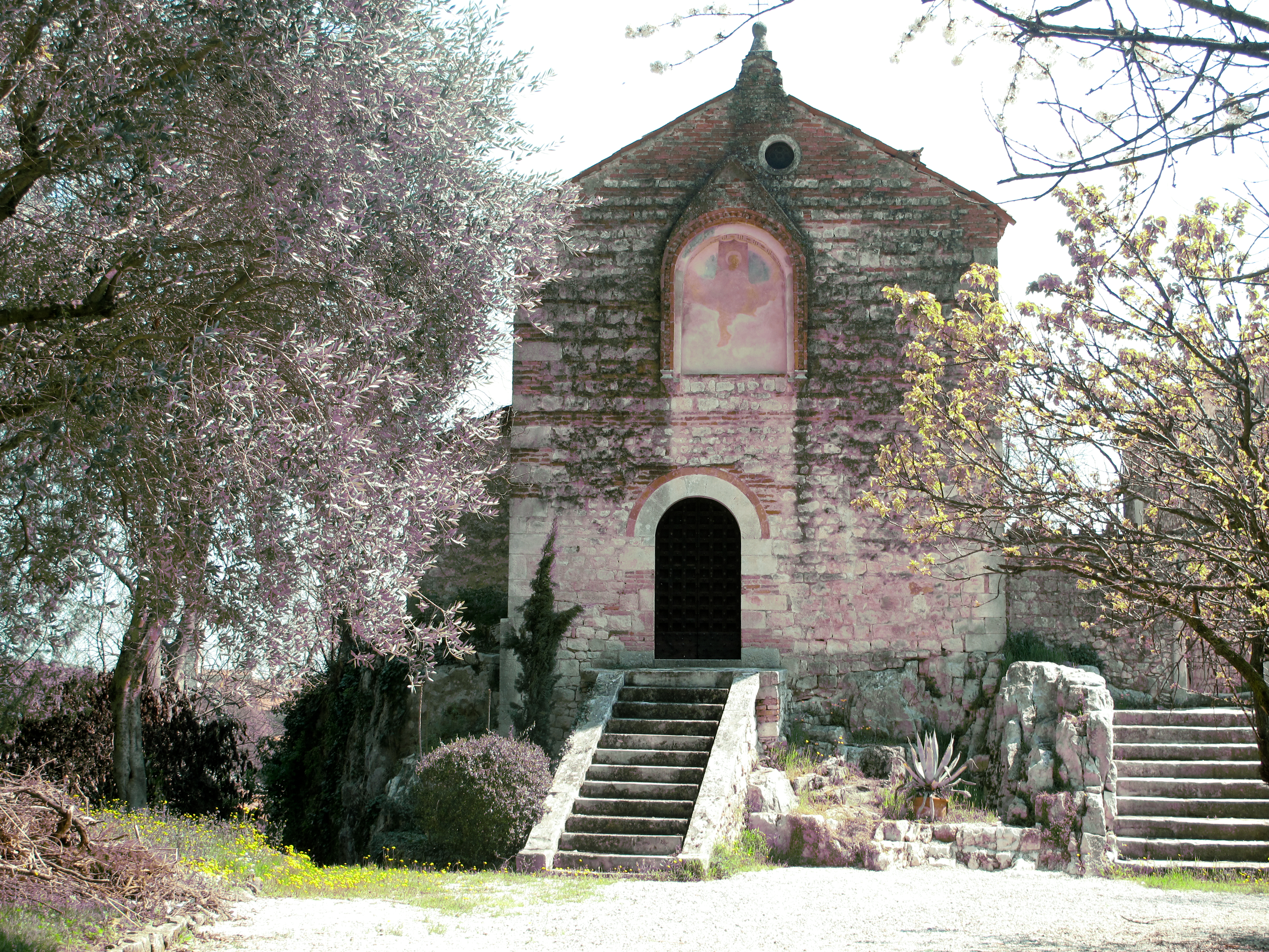
Oratorio di Sant'Antonio abate

Oratorio di San Michele

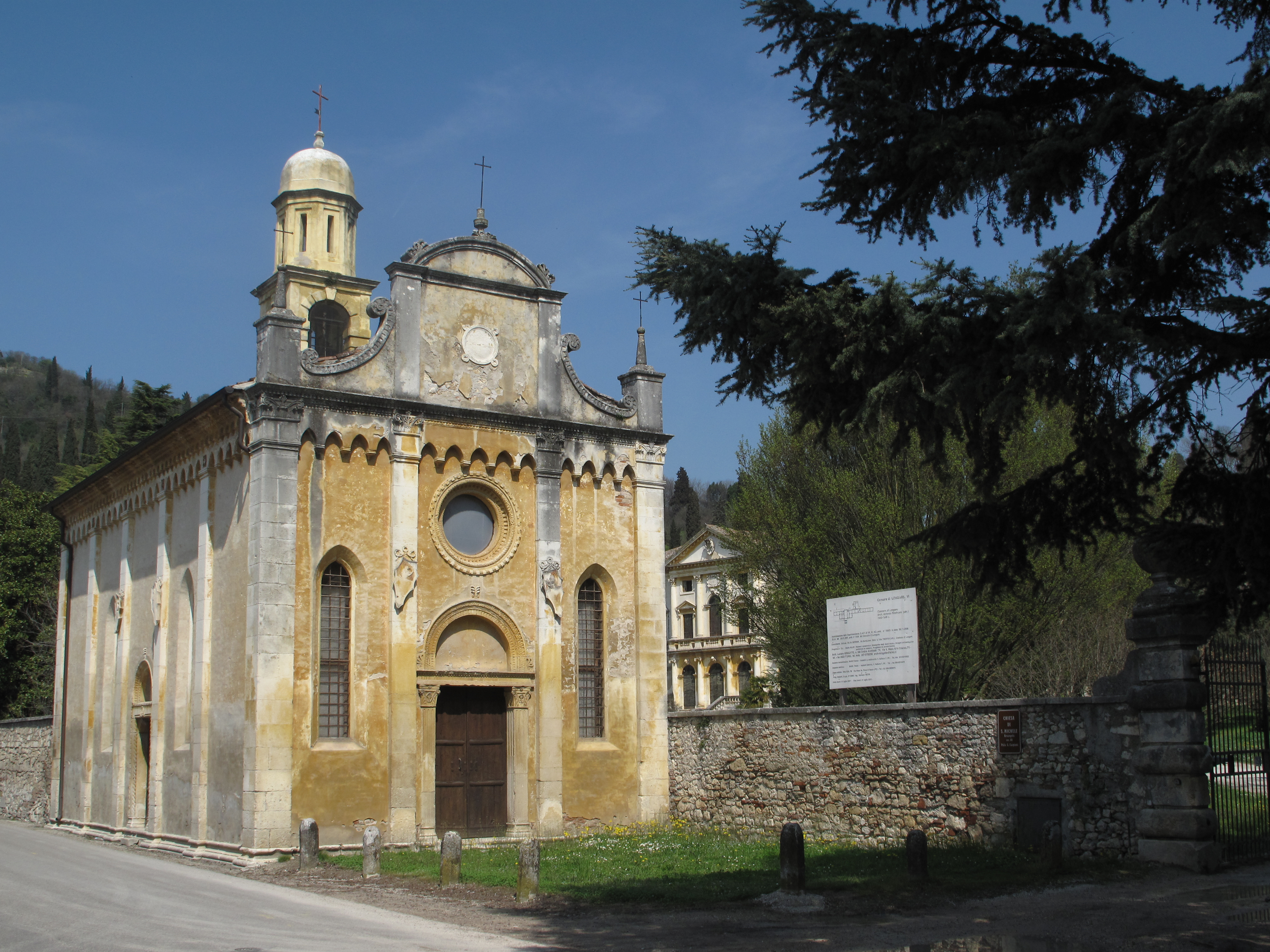
Oratorio di San Michele, costruito nel XV secolo

Sorge all'esterno del parco di villa Trento Carli, di cui fa parte; è dedicato a san Michele arcangelo, anche se nessuna immagine di questo santo è rappresentata né all'interno né all'esterno. Era già costruito nella prima metà del Quattrocento, come risulta da alcuni documenti; verso la metà del XV secolo fu completamente rinnovato dalla famiglia Morlini Trento.

### Ville

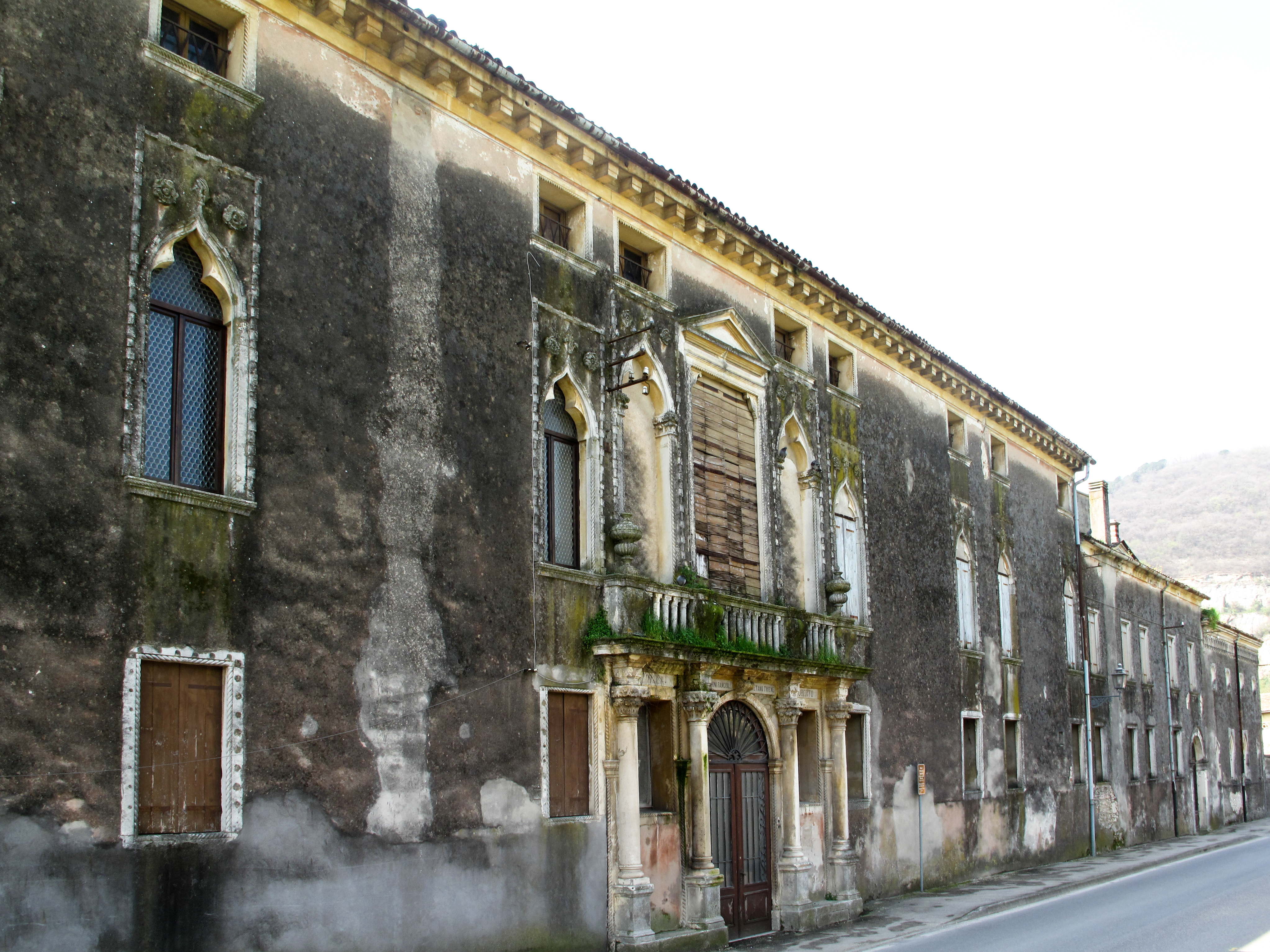
Villa Trento

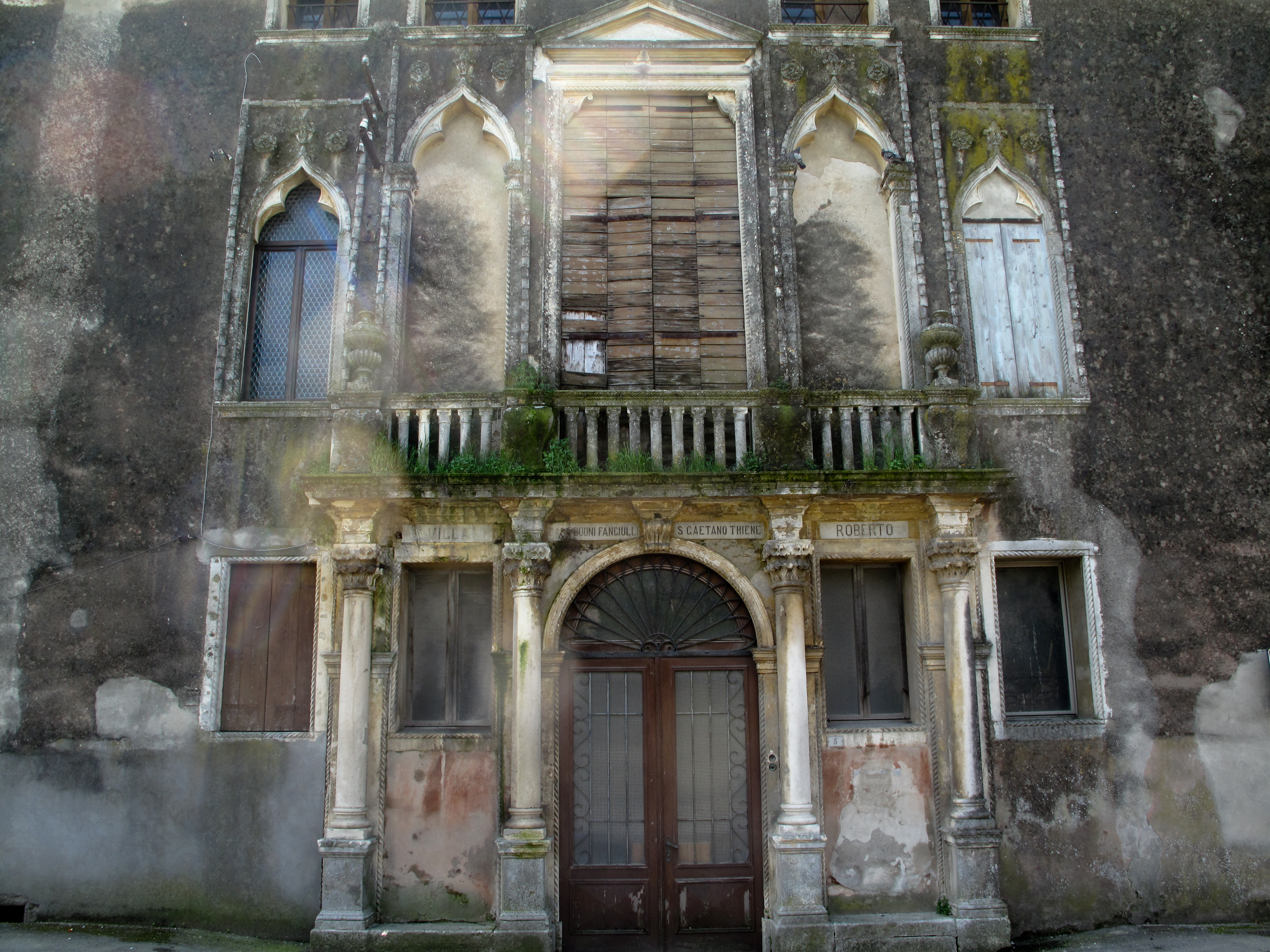
Ex Casa dei Buoni Fanciulli

Durante l'epoca moderna, sotto il dominio della Serenissima, il territorio di Costozza fu in gran parte di proprietà dei nobili Trento, aristocratici vicentini che vi costruirono diverse ville. Già verso la metà del Cinquecento - sembra che l'idea sia stata di Francesco Trento - essi sfruttarono i covoli e le cave di pietra - secondo la tradizione già attive in epoca romana - per costruire i cosiddetti ventidotti, condotti artificiali che incanalano l'aria e la fanno fluire per convezione naturale fino alle cantine e le sale delle ville, dove in questo modo è assicurata una temperatura pressoché costante (intorno ai 10-12 °C), quindi rispetto a quella esterna più mite d'inverno e più fresca d'estate.
All'interno delle ville essi realizzarono un sistema di bocchette che consentivano la regolazione del flusso d'aria, generato dalla differenza di temperatura e di pressione; ancor oggi l'aria fresca penetra nei sotterranei, e, attraverso le bocchette, raggiunge i piani superiori. Il movimento è quindi discendente in estate, ed è ascendente in inverno, quando la temperatura dell'aria esterna è minore di quella interna.

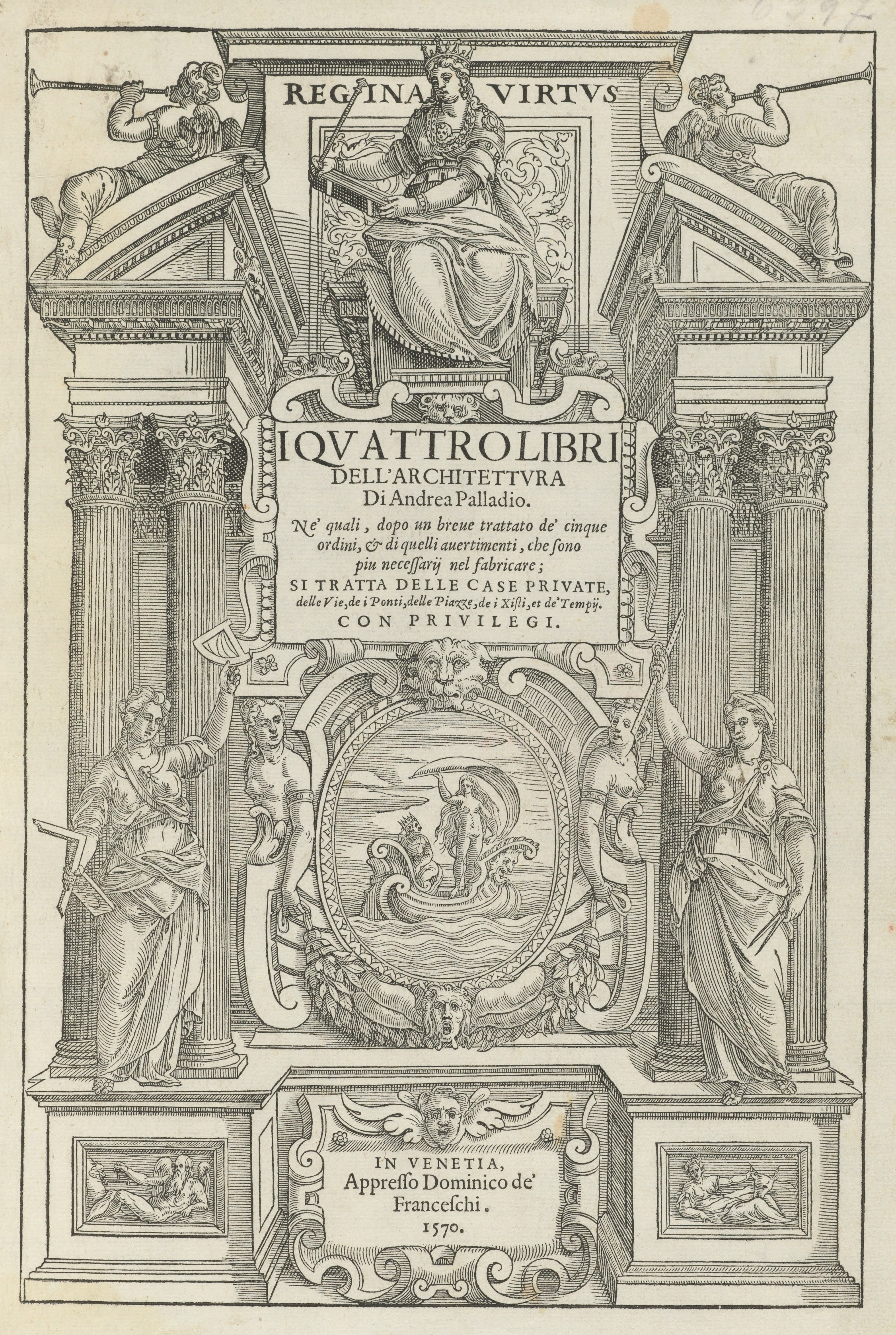
Frontespizio de I quattro libri dell'architettura di Andrea Palladio

Questa geniale idea eolica ben presto trasformò il paese in una meta di studio e di attrattiva, descritta anche nei diari di viaggio di personaggi come Galileo Galilei, Torquato Tasso, Andrea Palladio. Questi, meravigliato dal sistema, lo descrive nel primo dei suoi Quattro Libri dell'Architettura, quando parla dei camini, con le seguenti parole:
De' camini usavano gli antichi di scaldare le loro stanze in questo modo. Facevano in camini nel mezzo con colonne, o modiglioni, che toglievano suso gli architravi sopra i quali era la piramide del camino, d'onde usciva il fumo, come se ne vedeva uno a Baia appresso la piscina di Nerone; & uno non molto lontano da Civita Vecchia.
E quando non vi volevano camini, facevano nella grossezza del muro alcune canne, o trombe, per le quali il calor del fuoco, ch'era sotto quelle stanze saliva & usciva per certi spiragli, o bocche, fatte nella sommità di quelle canne. Quasi nell'istesso modo i Trenti, gentiluomini vicentini, a Costozza, lor villa rinfrescano l'estate le stanze: perciocché essendo nei monti di detta villa, alcune cave grandissime, che gli abitatori di quei luoghi chiamano covoli, & erano anticamente petraie, della quali credo intenda Vitruvio, quando nel secondo libro, ove tratta le pietre, dice, che nella Marca Trivigiana si cava una sorte di pietra, che si taglia con la sega, come il legno. Nelle quali nascono alcuni venti freschissimi, questi gentiluomini per certi volti sotterranei, ch'essi dimandano ventidotti; gli conducono alle loro case, e con canne simili alle sopraddette conducono poi quel vento fresco per tutte le stanze, otturandole e aprendole a lor piacere per pigliare più e manco fresco secondo le stagioni. E benché per questa grandissima comodità sia questo luogo meraviglioso; nondimeno molto più degno di essere goduto & visto lo rende il carcere de' venti che è una stanza sotterra fatta dall'eccellentissimo signor Francesco Trento & da lui chiamata EOLIA: ove molti di detti ventidotti sboccano: nella quale per fare che sia ornata e bella e conforme al nome, egli ha sparagnato né a diligenza, né a spesa alcuna.
Villa Trento Carli

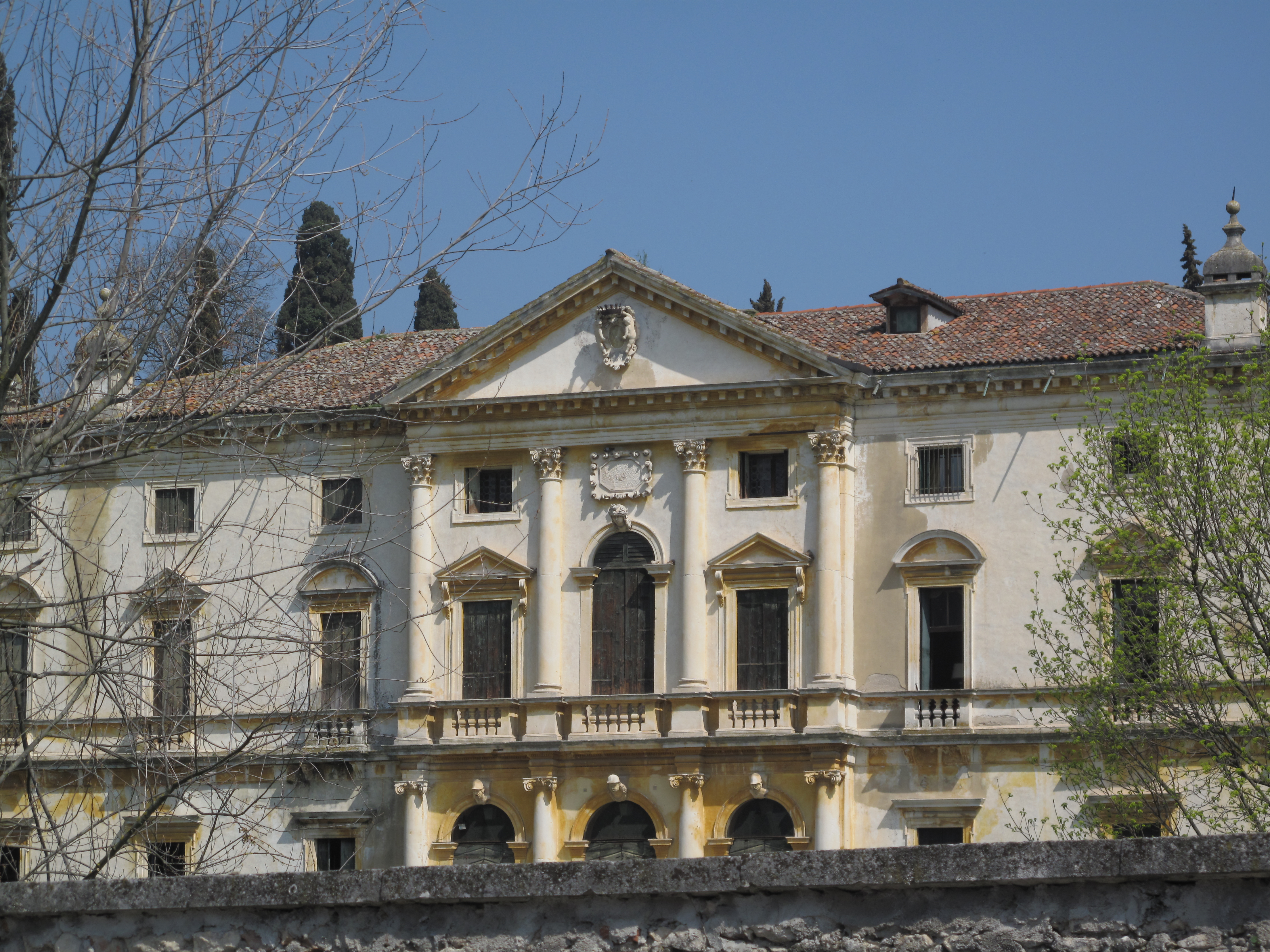
La facciata della villa Trento Carli

L'attuale villa fu fatta costruire nel 1645 dal conte Alessandro Morlini Trento, che ne affidò il progetto all'architetto Antonio Pizzocaro, il quale inglobò un preesistente edificio del XV secolo, di cui resta una stanza con soffitto a volta crociata e un grande stemma quattrocentesco dei conti Trento. Il progetto mantenne e valorizzò il sistema dei ventidotti, grazie anche all'alto livello professionale delle maestranze impiegate. La proprietà passò in seguito a vari proprietari, giungendo infine nelle mani della famiglia di Antonio Carli, che la acquisì nel 1925. Durante la seconda guerra mondiale in villa Carli si tenevano le riunioni segrete del C.L.N.
Villa Eolia 45.471521°N 11.603716°E
L'edificio - per alcuni decenni adibito a ristorante - fu fatto costruire nel Cinquecento dal conte Francesco Trento. L'edificio consiste in un'unica stanza, sotto la quale vi è una sorta di criptoportico, con quattro piccole absidi i cui spicchi sono rivestiti da ciottoli, che rinfresca l'aria della soprastante sala attraverso il sistema dei ventidotti.
La volta della sala conserva un ciclo d'affreschi che raffigurano divinità dell'Olimpo, collegate alle stagioni e allo zodiaco, tutte attorno ad Apollo che sovrasta tutto dall'alto della volta. Gli affreschi, un tempo, venivano attribuiti a Giovanni Battista Zelotti e a Maganza il vecchio ma ora, dalla critica più recente, ad autori diversi ispiratisi a Paolo Veronese, come Giovanni Antonio Fasolo.

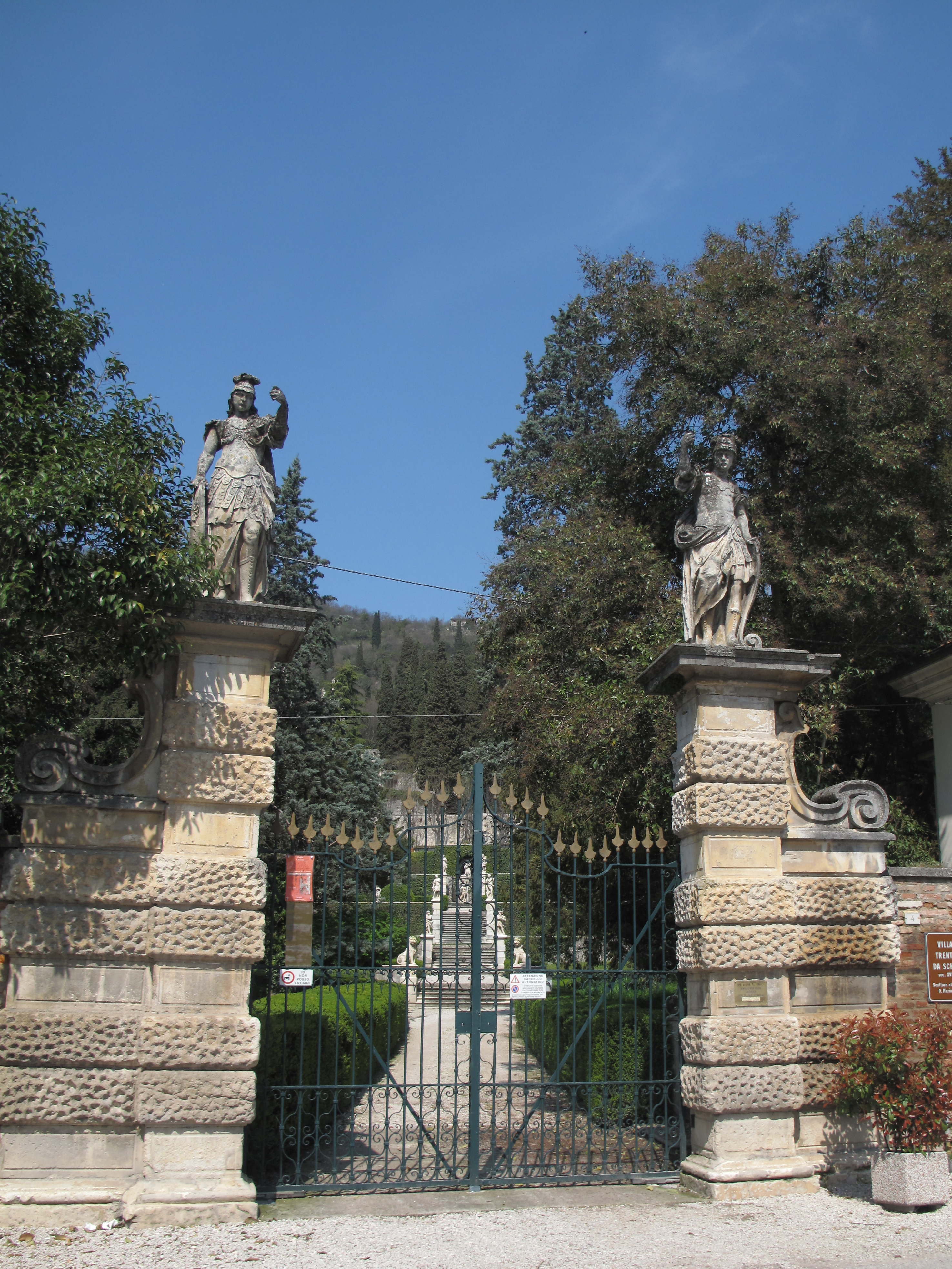
Villa Da Schio, ingresso ai giardini

Villa Da Schio 45.472538°N 11.602825°E
Il complesso, di proprietà dei conti Da Schio, è costituito da tre edifici, collegati da un ampio e scenografico parco, uno tra i meglio conservati dei Vicentino, formato da ampie terrazze collegate tra loro da gradinate che convergono nella nicchia sullo sfondo della quale vi è il gruppo scultoreo di Nettuno, opera di Orazio Marinali, che scolpì anche le altre statue presenti nel giardino, che sale con alti e profondi terrazzamenti fino all'antica Pieve di San Mauro abate.
La settecentesca Ca' Molina - costruita su un precedente edificio cinquecentesco - e la villa padronale - cui si accede attraverso una bellissima gradinata ornata da figure di nani, anch'esse attribuite al Marinali - occupano il livello inferiore del colle. Il villino Garzadori da Schio, costruito nel 1690 dal conte Alfonso Garzadori, si sviluppa nella parte più alta del giardino; all'interno, in parte scavato nella roccia del colle San Mauro, le pareti sono state decorate dal pittore Ludovico Dorigny.
Villa Trento (ex Casa dei Buoni Fanciulli) 45.470309°N 11.606079°E
La lunga facciata settentrionale della villa prospetta sulla strada principale che porta a Costozza, mentre a sud si apre verso un ampio giardino. Fu costruita in stile gotico alla fine del XV secolo da Giacomo Trento del fu Antonio; fu poi completamente ristrutturata in modo sontuoso nel secolo successivo per costituire il più importante edificio - fuori Vicenza - della famiglia Trento, la famiglia che visse e dominò a Costozza per oltre 200 anni, proprietaria anche delle ville ora da Schio e Trento Carli, come risulta dal testamento dell'ultimo erede Ottavio Trento redatto nel 1852.
Un ulteriore radicale intervento, operato fra la fine del XVII secolo e gli inizi del secolo successivo, ne alterò l'aspetto, conferendo alla lunga facciata su strada un aspetto neogotico con l'aggiunta e il rifacimento di sagome al piano nobile, in cui risaltano le tre aperture centrali, di cui quella mediana è sormontata da un frontoncino. Notevole anche l'inserimento di quattro monofore trilobate di stile neogotico. Interessanti sono i due cicli d'affreschi, l'uno con le storie di Abramo, appartenente alla seconda metà del Cinquecento e attribuito a Giovanni Battista Zelotti e a Giovanni Antonio Fasolo per analogie con villa Eolia, l'altro che rappresenta la storia di Mosè, per il quale è stato fatto il nome del friulano Antonio Carneo che avrebbe eseguito gli affreschi intorno al 1660-65. Dipendeva dalla villa lo scalone, prospiciente la facciata sulla strada, che sale verso l'antistante colle di Santa Croce dove era presente l'antica chiesa di S.Croce, demolita nel 1833/36.
Attorno al 1920 l'Opera don Giovanni Calabria vi aprì un centro di formazione professionale e costruì la chiesa dell'Immacolata Concezione. La villa antica appare oggi inserita all'interno di un articolato complesso formato da edifici più moderni. Attualmente vi ha sede la Fondazione "Malattie Rare Mauro Baschirotto".
Villa Godi Miotto 45.469469°N 11.601451°E
Fu costruita nel 1666 da Antonio Pizzocaro, nel borgo Parnaso, sul pendio collinare digradante verso la strada. Il complesso si presenta con una pianta ad "L" formata dalla villa dal profilo slanciato e dalla barchessa posta sul lato destro, che chiude una corte cui si accede attraverso un antico portale. Il verticalismo della facciata e la sobrietà della distribuzione dei vari elementi architettonici ne fanno un saggio architettonico equilibrato ed elegante. Notevoli le statue sul timpano, di cui la centrale e quella di sinistra sono cinquecentesche. Sul retro si trova anche un'antica ghiacciaia scavata nella roccia.
Villa Spillare (Spiller)
Il complesso sorge in aperta campagna, in via San Gaetano, ed ha una struttura articolata data dall'unione di più corpi di fabbrica: la villa è costituita da un nucleo quattrocentesco, che prospetta a sud; verso nord si sviluppa un ampliamento settecentesco, all'estremità del quale una struttura più bassa collega la villa all'oratorio di San Gaetano.

### Altro

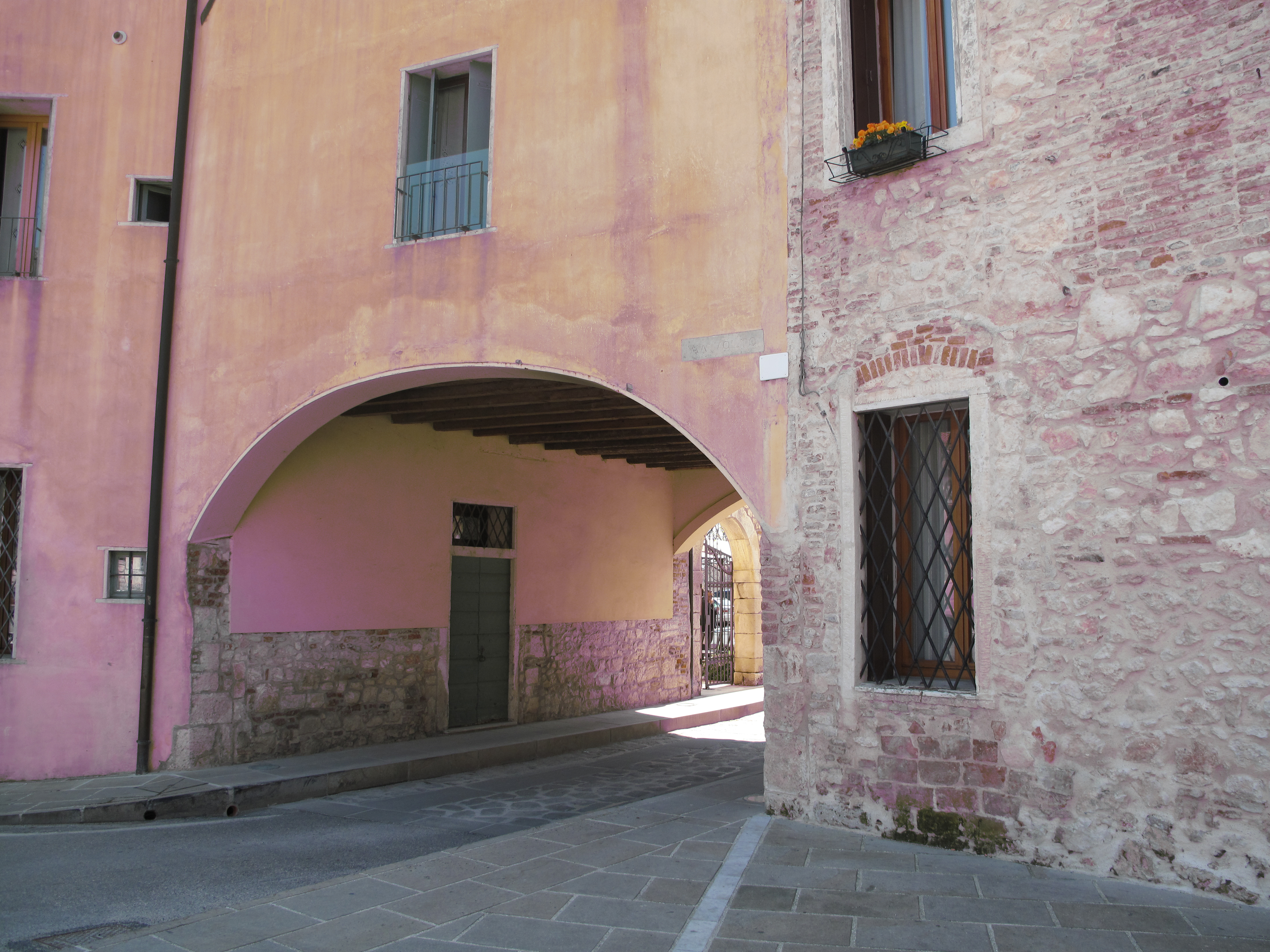
Il Volto di Costozza

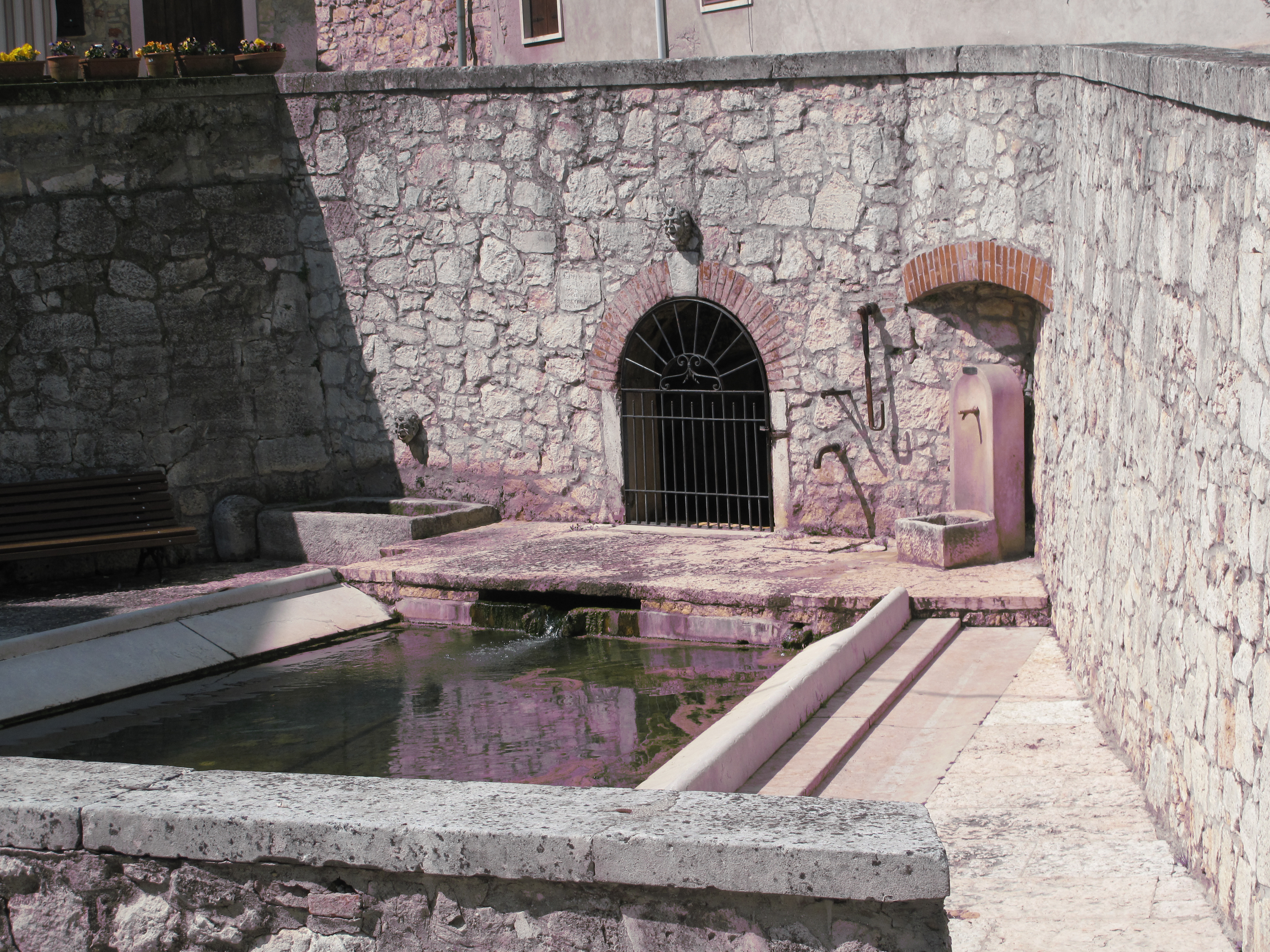
Antica fontana e vasca, vicino al "volto"

Il Volto 45.470747°N 11.601814°E
Il "volto" è il nome dell'arco sotto cui passa la strada che dalla piazza principale di Costozza si dirige verso l'abitato di Lumignano. L'edificio sovrastante, del secolo XV ma forse costruito sui resti dell'antico castello, sorge nel cuore dell'abitato storico ed è composto dall'aggregazione di più corpi di fabbrica; si eleva su due piani più il sottotetto delimitato da una cornice a fitte mensoline.
Torre della Specola 45.474011°N 11.606549°E
Piccolo edificio semidiroccato, dipendente dalla villa Trento Carli, in cima al colle che separa Longare da Costozza. Si tratta di una delle tipiche costruzioni della zona, chiamate "mason", che servivano da torre di guardia, poi da piccionaia.
Secondo la tradizione, andò qui ad osservare il cielo Galileo Galilei, che veniva da Padova dove insegnava all'Università ed era ospite dei conti Trento; al suo nome è dedicato il vecchissimo albero che corona il rilievo: il "cipresso di Galileo". In questo periodo Galileo attribuirà all'aria dei ventidotti, presenti nelle ville di Costozza, l'insorgere di una sua malattia.
Case Cisco ora Chez Les Grottes
In Via Delle Grotte è presente un tipico esempio di cave di pietra e di abitazioni rupestri. La Grotta principale, risultato dell'estrazione nel corso di 2.000 anni della famosa Pietra di Costozza, ha ricoperto, nel corso del tempo, diversi ruoli: "banca" per la custodia dei "beni" della popolazione, motore "naturale" di ventilazione delle ville locali, fabbrica di guerra nazista ed ora Teatro per la rappresentazione di eventi denso di storia, cultura ed arte. Le case rupestri antiche sono state convertite in B&B e SPA per condividere con gli Ospiti l'esperienza di vivere in una grotta, seppure con i moderni confort a cui siamo abituati. In tutta la struttura sono presenti, sculture, bassorilievi e segni della presenza storica delle popolazioni vissute nel corso dei millenni.